# Edificio de la Secretaría General de la Comunidad Andina
El edificio de la Secretaría General de la Comunidad Andina, conocida también como el edificio del Pacto Andino, es una edificación ubicada en Lima, capital del Perú. Es considerado uno de los mayores símbolos de la arquitectura brutalista en el país.

## Historia
Fue mandado a construir durante el gobierno de Juan Velasco Alvarado para albergar la secretaría del entonces conocido como Pacto Andino, pues a Lima le había tocado esa administración de la alianza continental.
El velascato, de tinte nacionalista y estatista, designó a la firma brutalista de Arana-Orrego-Torres (1970-1971) la planificación y construcción del edificio. De acuerdo a Reynaldo Ledgard Parró, la idea de la firma Arana se inspiró de la facción brutalista estadounidense, y de sus obras, especialmente del Ayuntamiento de Boston, además de guardar similitud con el edificio del Ministerio de la Mujer y Poblaciones Vulnerables, que en los años 70 servía como sede del Banvip.